# Championnat NCAA féminin de crosse
Le Championnat NCAA de crosse féminin est un ensemble de championnats de crosse organisées par la National Collegiate Athletic Association, association sportive universitaire américaine. La compétition est divisée en trois divisions. Le premier championnat a eu lieu durant la saison 1982, ajouté au côté de 12 autres sports féminins. L'équipe tenant du titre en 2021 en première division est l'équipe des Eagles de Boston College.